# Gaig verd meridional
El gaig verd meridional (Cyanocorax yncas) és un ocell de la família dels còrvids (Corvidae).

## Hàbitat i distribució
Habita la selva pluvial, densa vegetació secundària, bosc mixt i matolls, a les muntanyes des de Colòmbia i oest i nord de Veneçuela, cap al sud, sobre tot al vessant oriental dels Andes, a través de l'est de l'Equador i centre i est del Perú fins l'oest de Bolívia.

## Taxonomia
Segons la classificació del Congrés Ornitològic Internacional versió 13.1 (2023) les espècies Cyanocorax luxuosus i Cyanocorax yncas (sensu stricto) són dues espècies diferents. Altres però, consideren ambdues, part d'una única espècie:
- Cyanocorax yncas (sensu lato) – gaig verd[3]